# Sendeturm Gubałówka

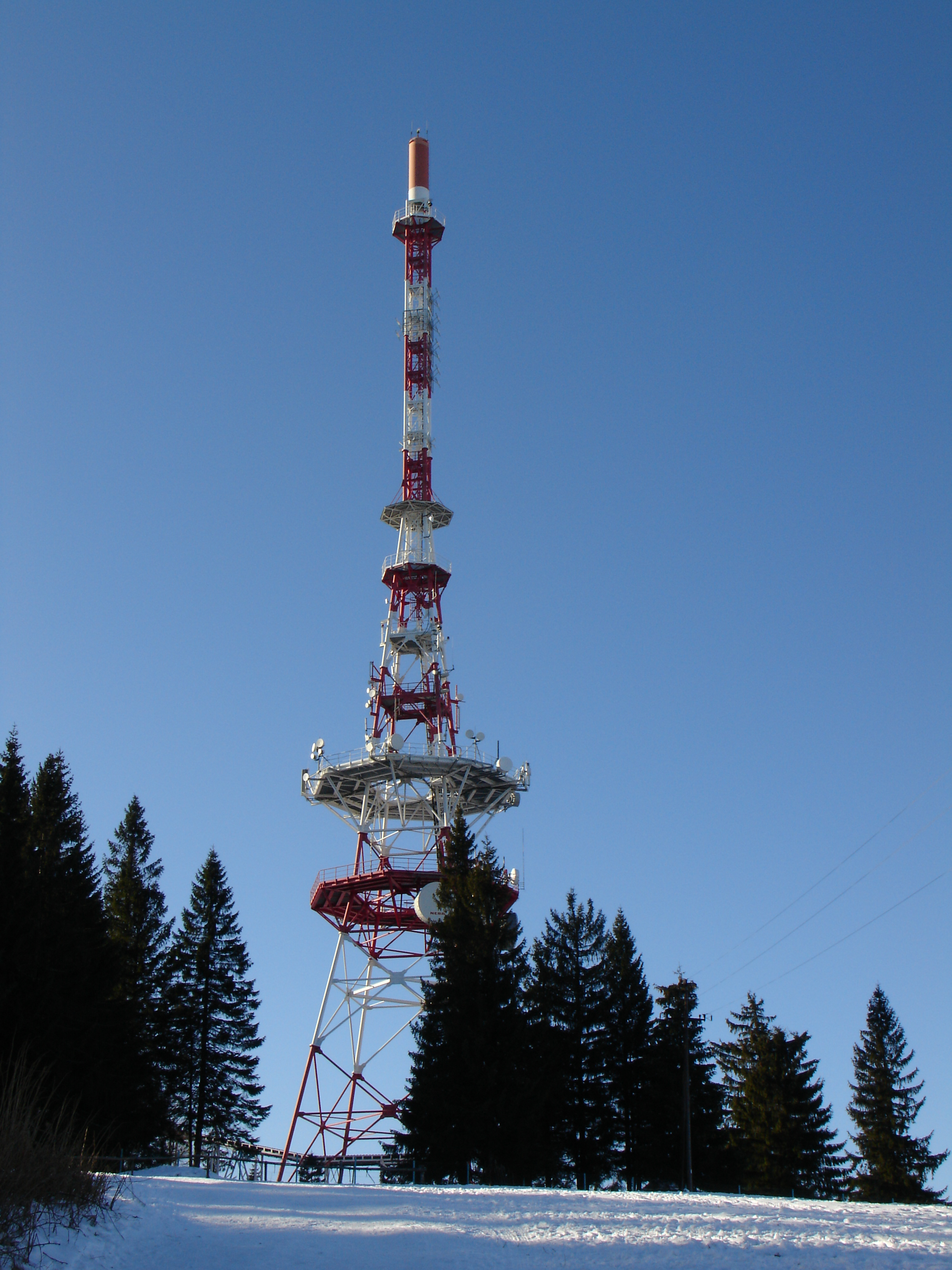
Sendeturm Gubałówka

Der Sendeturm Gubałówka (polnische Bezeichnung: RTON Gubałówka) ist ein freistehender Stahlfachwerkturm auf dem Gubałówka oberhalb der polnischen Stadt Zakopane.  Der Turm steht auf einer Höhe von 1122 m n.p.m.und ist 102 Meter hoch. Er dient zur Verbreitung von UKW- und Fernsehprogrammen. Der Sender ging 1956 als Mittelwellensender in Betrieb. Am 10. Dezember 1958 ging der Fernsehsender in Betrieb, welcher auf dem Dach des Restaurants installierte Sendeantennen nutze. 1961 wurde ein 53 Meter hoher abgespannter Stahlfachwerkmast errichtet, der weil er auch als Mittelwellensender genutzt wurde, gegen Erde isoliert war und auf der Spitze die Antennen des Fernsehsenders trug. Zu Beginn der 1990er Jahre wurde der Mittelwellensender stillgelegt und 1999 der abgespannte Stahlfachwerkmast durch den heutigen Stahlfachwerkturm ersetzt.

## Abgestrahlte Programme

### Radio
| Programm                | Frequenz  | Sendeleistung | Polarisation |
| ----------------------- | --------- | ------------- | ------------ |
| Polskie Radio Dwójka    | 90,9 MHz  | 0,3 kW        | vertikal     |
| Polskie Radio Jedynka   | 92,8 MHz  | 10 kW         | horizontal   |
| Polskie Radio Trójka    | 98,2 MHz  | 10 kW         | horizontal   |
| Radio Kraków            | 100,0 MHz | 10 kW         | horizontal   |
| Radio RMF FM            | 101,8 MHz | 10 kW         | horizontal   |
| Polskie Radio 24        | 103,8 MHz | 0,5 kW        | vertikal     |
| Radio ALEX              | 105,2 MHz | 3,2 kW        | vertikal     |
| Radio Zet               | 106,3 MHz | 10 kW         | horizontal   |
| Radio Eska (Małopolska) | 106,8 MHz | 0,1 kW        | vertikal     |
| Radio Plus (Podhale)    | 107,9 MHz | 0,1 kW        | vertikal     |

### Fernsehen
| Programm    | Frequenz   | Kanalnummer | Sendeleistung |
| ----------- | ---------- | ----------- | ------------- |
| TVP3 Kraków | 223,25 MHz | 12          | 0,1 kW        |
| TVN         | 527,25 MHz | 28          | 1 kW          |
| TVP 2       | 575,25 MHz | 34          | 10 kW         |
| TVP 1       | 687,25 MHz | 48          | 10 kW         |
| Polsat      | 711,25 MHz | 51          | 10 kW         |